# Eleição municipal de Volta Redonda em 2008
A eleição municipal da cidade brasileira de Volta Redonda de 2008 ocorreu no dia 5 de outubro de daquele ano para eleger o prefeito e o vice-prefeito, além de 14 vereadores para a Câmara Municipal da cidade. O prefeito em exercício era Gothardo Netto.  O primeiro turno foi realizado em 5 de outubro. Neto venceu a disputa, tendo sido eleito prefeito com 54,19% dos votos válidos (91.129 votos).

## Candidaturas para a prefeitura
| Nº | Prefeito(a)  | Prefeito(a)                            | Prefeito(a) | Vice-prefeito(a) | Vice-prefeito(a) | Vice-prefeito(a)                                           | Vice-prefeito(a) | Coligação Partido(s)                                                                |
| Nº | Candidato(a) | Candidato(a)                           | Partido     | Candidato(a)     | Candidato(a)     | Candidato(a)                                               | Partido          | Coligação Partido(s)                                                                |
| -- | ------------ | -------------------------------------- | ----------- | ---------------- | ---------------- | ---------------------------------------------------------- | ---------------- | ----------------------------------------------------------------------------------- |
| 12 |              | Granato Washington Tadeu Granato Costa | PDT         |                  |                  | Edmo Da Farmácia Edmo Cardoso Barbosa                      | PRB              | Coligação Unidos Pela Mudança PDT PRB                                               |
| 13 |              | Cida Diogo Maria Aparecida Diogo Braga | PT          |                  |                  | Ademar Esposti Ademar Esposti                              | DEM              | Volta Redonda Merece Muito Mais PT DEM PR                                           |
| 15 |              | Neto Antonio Francisco Neto            | PMDB        |                  |                  | Nelsinho Gonçalves Nelson Kruschewsky Dos Santos Goncalves | PMDB             | Apaixonados Por Volta Redonda PMDB PTB PPS PSL PRTB PMN PHS PTC PSC PV PSB PCdoB PP |
| 50 |              | Dodora Maria Das Dores Pereira Mota    | PSOL        |                  |                  | Juliete Juliete Guarino Dutra                              | PSTU             | Frente Volta Redonda Socialista PSOL PSTU                                           |
| 70 |              | Zoinho Jorge De Oliveira               | PTdoB       |                  |                  | Dra Irani Martins Irani Martins Cardoso                    | PTdoB            | Frente Independente Popular PTdoB PRP PSDC                                          |

## Resultados da eleição

### Prefeito
| Candidato(a) a prefeito  | Candidato(a) a prefeito  | Candidato(a) a vice-prefeito | Primeiro turno 05 de outubro de 2008 | Primeiro turno 05 de outubro de 2008 |
| Candidato(a) a prefeito  | Candidato(a) a prefeito  | Candidato(a) a vice-prefeito | Total                                | Percentagem                          |
| ------------------------ | ------------------------ | ---------------------------- | ------------------------------------ | ------------------------------------ |
|                          | Neto (PMDB)              | Nelsinho Gonçalves (PMDB)    | 91.129                               | 54,19%                               |
|                          | Zoinho (PTdoB)           | Dra Irani Martins (PTdoB)    | 35.891                               | 21,34%                               |
|                          | Cida Diogo (PT)          | Ademar Esposti (DEM)         | 19.954                               | 11,87%                               |
|                          | Granato (PDT)            | Edmo Da Farmácia (PRB)       | 19.819                               | 11,78%                               |
|                          | Dodora (PSOL)            | Juliete (PSTU)               | 1.379                                | 0,82%                                |
| Total de votos válidos   | Total de votos válidos   | Total de votos válidos       | 168.172                              | 93,73%                               |
| Votos em branco          | Votos em branco          | Votos em branco              | 4.051                                | 2,26%                                |
| Votos nulos              | Votos nulos              | Votos nulos                  | 7.190                                | 4,01%                                |
| Total de votos apurados  | Total de votos apurados  | Total de votos apurados      | 179.413                              | 86,38%                               |
| Abstenções               | Abstenções               | Abstenções                   | 28.297                               | 13,62%                               |
| Total de eleitores aptos | Total de eleitores aptos | Total de eleitores aptos     | 207.710                              | 207.710                              |
| Fontes:                  |                          |                              |                                      |                                      |

### Vereadores eleitos
| Candidato(a) | Candidato(a)        | Partido | Votos | Cidade de origem | Unidade federativa/País |
| ------------ | ------------------- | ------- | ----- | ---------------- | ----------------------- |
|              | Paiva               | PT      | 4.694 | Volta Redonda    | Rio de Janeiro          |
|              | Novaes              | PP      | 3.585 | Volta Redonda    | Rio de Janeiro          |
|              | Neném               | PCdoB   | 3.466 | Volta Redonda    | Rio de Janeiro          |
|              | Edson Quinto        | PR      | 3.220 | Pancas           | Espírito Santo          |
|              | Tigrão              | PMDB    | 3.133 | Iúna             | Espírito Santo          |
|              | Paulo Conrado       | PSL     | 2.856 | Volta Redonda    | Rio de Janeiro          |
|              | Toninho Oreste      | PMDB    | 2.697 | Volta Redonda    | Rio de Janeiro          |
|              | Tereza              | PMDB    | 2.627 | Tuiutinga        | Minas Gerais            |
|              | Junior Granato      | PDT     | 2.486 | Volta Redonda    | Rio de Janeiro          |
|              | Luis Soró           | DEM     | 2.478 | Volta Redonda    | Rio de Janeiro          |
|              | Marquinho Motorista | PCdoB   | 2.434 | Ibitipoca        | Minas Gerais            |
|              | Dr. Neuza Jordão    | PV      | 2.215 | Volta Redonda    | Rio de Janeiro          |
|              | José Augusto        | PSL     | 1.691 | Barra do Pirai   | Rio de Janeiro          |
|              | Dr Jair Nogueira    | PV      | 1.434 | Volta Redonda    | Rio de Janeiro          |
| Fontes:      |                     |         |       |                  |                         |

#### Vereadores eleitos por partido
| Nº                     | Partido                | Votos populares | Votos populares | Vagas   |
| Nº                     | Partido                | Votos           | %               | Vagas   |
| ---------------------- | ---------------------- | --------------- | --------------- | ------- |
| 15                     | PMDB                   | 18.840          | 11,22%          | 3       |
| 65                     | PCdoB                  | 16.117          | 9,6%            | 2       |
| 43                     | PV                     | 15.127          | 9,01%           | 2       |
| 17                     | PSL                    | 13.525          | 8,06%           | 2       |
| 13                     | PT                     | 12.658          | 7,54%           | 1       |
| 11                     | PP                     | 12.155          | 7,24%           | 1       |
| 25                     | DEM                    | 11.375          | 6,78%           | 1       |
| 12                     | PDT                    | 11.218          | 6,68%           | 1       |
| 20                     | PSC                    | 11.196          | 6,67%           | 0       |
| 23                     | PPS                    | 10.758          | 6,41%           | 0       |
| 70                     | PTdoB                  | 9.901           | 5,9%            | 0       |
| 45                     | PSDB                   | 9.455           | 5,63%           | 0       |
| 22                     | PR                     | 5.807           | 3,46%           | 1       |
| 40                     | PSB                    | 2.381           | 1,42%           | 0       |
| 10                     | PRB                    | 2.275           | 1,36%           | 0       |
| 27                     | PSDC                   | 1.484           | 0,88%           | 0       |
| 31                     | PHS                    | 1.331           | 0,79%           | 0       |
| 50                     | PSOL                   | 647             | 0,39%           | 0       |
| 14                     | PTB                    | 490             | 0,29%           | 0       |
| 28                     | PRTB                   | 386             | 0,23%           | 0       |
| 44                     | PRP                    | 360             | 0,21%           | 0       |
| 16                     | PSTU                   | 237             | 0,14%           | 0       |
| 33                     | PMN                    | 110             | 0,07%           | 0       |
| 36                     | PTC                    | 26              | 0,02%           | 0       |
| Total de votos válidos | Total de votos válidos | 167.859         | 93,56%          | 14      |
| Votos em branco        | Votos em branco        | 6.075           | 3,39%           | 14      |
| Votos nulos            | Votos nulos            | 5.479           | 3,05%           | 14      |
| Total de votos         | Total de votos         | 179.413         | 86,38%          | 14      |
| Abstenções             | Abstenções             | 28.297          | 13,62%          | 14      |
| Eleitorado apto        | Eleitorado apto        | 207.710         | 207.710         | 207.710 |
| Fontes:                |                        |                 |                 |         |